# Sami Vatanen
Sami Vatanen (* 3. Juni 1991 in Jyväskylä) ist ein finnischer Eishockeyspieler, der seit Juli 2025 erneut bei JYP Jyväskylä aus der finnischen Liiga unter Vertrag steht. Zuvor war der Verteidiger in der National Hockey League (NHL) für die Anaheim Ducks, zweimal für die New Jersey Devils sowie kurzzeitig für die Carolina Hurricanes und Dallas Stars aktiv. Mit der finnischen Nationalmannschaft errang er unter anderem die Goldmedaille bei den Olympischen Winterspielen 2022 und der Weltmeisterschaft 2022.

## Karriere
Sami Vatanen begann seine Karriere als Eishockeyspieler in seiner Heimatstadt in der Nachwuchsabteilung von JYP Jyväskylä. Während des NHL Entry Draft 2009 wurde er in der vierten Runde als insgesamt 106. Spieler von den Anaheim Ducks ausgewählt. In der Saison 2009/10 gab der Verteidiger sein Debüt für die Profimannschaft von JYP, für die er in seinem Rookiejahr in insgesamt 69 Spielen zehn Tore erzielte und 27 Vorlagen gab. Anschließend wurde er im KHL Junior Draft 2010 von Metallurg Nowokusnezk in der ersten Runde als insgesamt zweiter Spieler ausgewählt. Erneut blieb er zunächst bei seinem Heimatverein, bei dem er auch in der Saison 2010/11 überzeugen konnte. Er erhielt die Pekka-Rautakallio-Trophäe als bester Verteidiger der Liga und die Matti-Keinonen-Trophäe als Spieler mit der besten Plus/Minus-Bilanz. Darüber hinaus wurde er in das All-Star-Team der SM-liiga gewählt und als Spieler des Monats November ausgezeichnet. Im Mai 2011 unterzeichnete er einen dreijährigen Einstiegsvertrag bei den Anaheim Ducks aus der National Hockey League, verbrachte anschließend jedoch auch die Spielzeit 2011/12 in seiner finnischen Heimat bei JYP Jyväskylä.

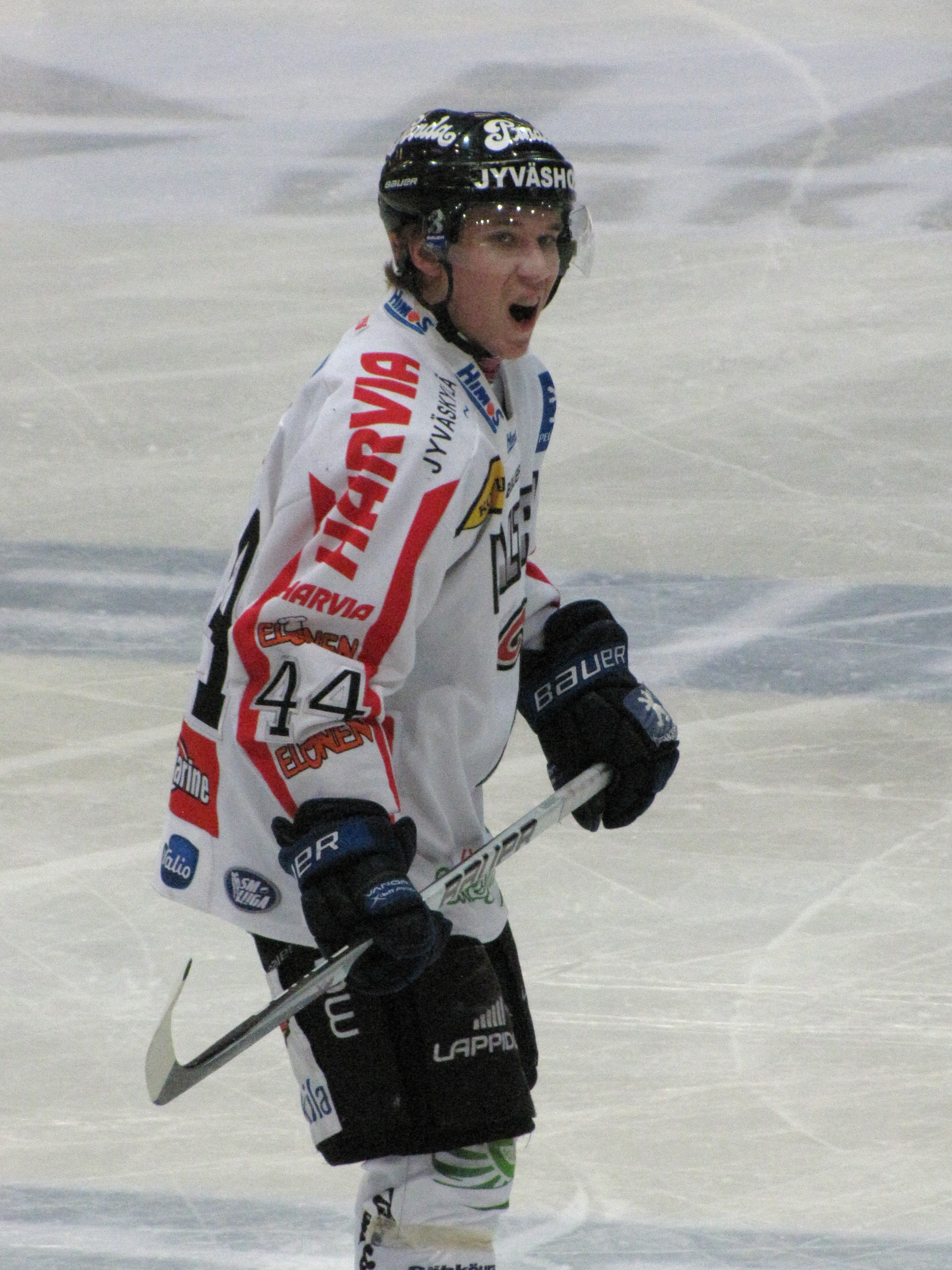
Vatanen im Trikot von JYP Jyväskylä (2011)

Neben dem Spielbetrieb bei JYP stand der Rechtsschütze von 2008 bis 2011 parallel für die finnische U20-Nationalmannschaft in der Mestis, der zweiten finnischen Spielklasse, auf dem Eis. In der Mestis lief er zudem in der Saison 2008/09 in fünf Spielen für das D Team, das Farmteam von JYP, auf.
Aufgrund des NHL-Lockouts in der Saison 2012/13 debütierte der Finne zunächst für deren Farmteam, die Norfolk Admirals, in der American Hockey League. Bei seinem ersten Einsatz am 12. Oktober 2012 im Heimspiel gegen die Worcester Sharks, welches mit einem 4:2-Sieg für Norfolk endete, verbuchte Vatanen eine Torvorlage. Am 1. Februar 2013 gab er sein Debüt in der NHL und erzielte am 17. April sein erstes Tor in der NHL gegen Columbus. Er schloss die AHL-Saison als zweitbester Scorer der Norfolk Admirals ab.
Mit Beginn der Saison 2013/14 etablierte sich Vatanen im NHL-Aufgebot der Ducks. Im Juni 2016 unterzeichnete der Finne einen neuen Vierjahresvertrag in Anaheim, der ihm ein durchschnittliches Jahresgehalt von 4,875 Millionen US-Dollar einbringen soll. Allerdings gaben ihn die Ducks im November 2017 an die New Jersey Devils ab und erhielten im Gegenzug Adam Henrique, Joseph Blandisi sowie ein Drittrunden-Wahlrecht für den NHL Entry Draft 2018. Darüber hinaus wechselt ein Drittrunden-Wahlrecht zurück nach New Jersey, sofern Henrique einen neuen Vertrag in Anaheim unterzeichnet.
In New Jersey war Vatanen knapp zweieinhalb Jahre aktiv, ehe er zur Trade Deadline im Februar 2020 an die Carolina Hurricanes abgegeben wurde. Im Gegenzug erhielten die Devils Janne Kuokkanen, Fredrik Claesson sowie ein konditionales Viertrunden-Wahlrecht im NHL Entry Draft 2020. Ob das Wahlrecht überhaupt den Besitzer wechselt oder sich gar auf eines für die dritte Runde verbessert hängt von der Anzahl der Partien ab, die der zum Zeitpunkt des Transfers verletzte Vatanen bis zum Ende der Stanley-Cup-Playoffs 2020 absolviert. Darüber hinaus übernahmen die Devils weiterhin 50 % des Gehalts des Finnen. Nach Ende der Spielzeit 2019/20 kehrte er im Januar 2021 im Rahmen eines Einjahresvertrages zu den New Jersey Devils zurück. Als diese ihn jedoch im April 2021 auf die Waiverliste setzten, wurde er von den Dallas Stars verpflichtet. Diese verlängerten seinen auslaufenden Vertrag im Juli 2021 nicht, sodass er nach Europa zurückkehrte und sich dort im September 2021 dem Genève-Servette HC aus der Schweizer National League anschloss. Mit dem Team gewann er im Jahr 2023 die Schweizer Meisterschaft sowie ein Jahr später die Champions Hockey League. Im Sommer 2025 kehrte Vatanen nach vier Jahren beim GSHC zu seinem Ausbildungsverein JYP Jyväskylä nach Finnland zurück.

### International
Für Finnland nahm Vatanen im Juniorenbereich an den U18-Junioren-Weltmeisterschaften 2008 und 2009 sowie bei den U20-Junioren-Weltmeisterschaften 2010 und 2011 teil. Bei der U18-WM 2009 gewann er mit seiner Mannschaft die Bronzemedaille, bei der U20-WM 2011 wurde er zu einem der drei besten Spieler seines Teams ernannt.
Im Seniorenbereich stand er im Aufgebot seines Landes bei der Weltmeisterschaft 2010 sowie 2010 und 2011 bei der Euro Hockey Tour. Bei den Olympischen Winterspielen 2014 gewann er mit der finnischen Nationalmannschaft die Bronzemedaille. Zudem vertrat er sein Heimatland beim World Cup of Hockey 2016. Anschließend nahm er an den Olympischen Winterspielen 2022 in Peking teil, wo er die erste Goldmedaille in der finnischen Geschichte errang.

## Erfolge und Auszeichnungen
| - 2010 SM-liiga-Spieler des Monats November - 2011 SM-liiga All-Star Team - 2011 Pekka-Rautakallio-Trophäe - 2011 Matti-Keinonen-Trophäe - 2012 SM-liiga All-Star Team - 2012 Pekka-Rautakallio-Trophäe | - 2012 Finnischer Meister mit JYP Jyväskylä - 2013 AHL All-Rookie Team - 2013 AHL First All-Star Team - 2023 Schweizer Meister mit dem Genève-Servette HC - 2024 Champions-Hockey-League-Gewinn mit dem Genève-Servette HC |

### International
- 2009 Bronzemedaille bei der U18-Junioren-Weltmeisterschaft
- 2014 Bronzemedaille bei den Olympischen Winterspielen
- 2022 Goldmedaille bei den Olympischen Winterspielen
- 2022 Goldmedaille bei der Weltmeisterschaft

## Karrierestatistik
Stand: Ende der Saison 2024/25

### International
Vertrat Finnland bei:
| - World U-17 Hockey Challenge 2008 - U18-Weltmeisterschaft 2008 - U18-Weltmeisterschaft 2009 - U20-Weltmeisterschaft 2010 - Weltmeisterschaft 2010 | - U20-Weltmeisterschaft 2011 - Olympischen Winterspielen 2014 - World Cup of Hockey 2016 - Olympischen Winterspielen 2022 - Weltmeisterschaft 2022 |

(Legende zur Spielerstatistik: Sp oder GP = absolvierte Spiele; T oder G = erzielte Tore; V oder A = erzielte Assists; Pkt oder Pts = erzielte Scorerpunkte; SM oder PIM = erhaltene Strafminuten; +/− = Plus/Minus-Bilanz; PP = erzielte Überzahltore; SH = erzielte Unterzahltore; GW = erzielte Siegtore; 1 Play-downs/Relegation; Kursiv: Statistik nicht vollständig)